# Montret
Montret é uma comuna francesa na região administrativa de Borgonha-Franco-Condado, no departamento Saône-et-Loire. Estende-se por uma área de 14,54 km². Em 2010 a comuna tinha 806 habitantes (densidade: 55,4 hab./km²).